# Simpsonovi (11. řada)
Jedenáctá řada amerického animovaného seriálu Simpsonovi je pokračování desáté řady tohoto seriálu. Byla vysílána na americké televizní stanici Fox od 26. září 1999 do 21. května 2000. V Česku pak tato řada měla premiéru 9. října 2001 na ČT1. Řada má celkem 22 dílů.

## Seznam dílů
| Č. v seriálu | Č. v řadě | Původní název                          | Český název                                                                                          | Režie             | Scénář                                                    | Premiéra v USA     | Premiéra v ČR      | Produkční kód |
| ------------ | --------- | -------------------------------------- | --- | ----------------- | --------------------------------------------------------- | ------------------ | ------------------ | ------------- |
| 227          | 1         | Beyond Blunderdome                     | Cáklý Max jedna (ČT, Prima) Simpsonovi v Hollywoodu (Disney+)                                        | Steven Dean Moore | Mike Scully                                               | 26. září 1999      | 9. října 2001      | AABF23        |
| 228          | 2         | Brother's Little Helper                | Bartovo napravení (ČT, Prima) Vedlejší účinky (Disney+)                                              | Mark Kirkland     | George Meyer                                              | 3. října 1999      | 16. října 2001     | AABF22        |
| 229          | 3         | Guess Who's Coming to Criticize Dinner | Hádejte, kdo kritizuje (ČT, Prima) Hádej, kdo přijde kritizovat večeři (Disney+)                     | Nancy Kruseová    | Al Jean                                                   | 24. října 1999     | 23. října 2001     | AABF21        |
| 230          | 4         | Treehouse of Horror X                  | Speciální čarodějnický díl (ČT, Prima) Speciální čarodějnický díl X (Disney+)                        | Pete Michels      | 1. část: Donick Cary 2. část: Tim Long 3. část: Ron Hauge | 31. října 1999     | 30. října 2001     | BABF01        |
| 231          | 5         | E-I-E-I-(Annoyed Grunt)                | Fujtajbl (ČT, Prima) Naštvaný bručoun (Disney+)                                                      | Bob Anderson      | Ian Maxtone-Graham                                        | 7. listopadu 1999  | 6. listopadu 2001  | AABF19        |
| 232          | 6         | Hello Gutter, Hello Fadder             | Všechna sláva, polní tráva (ČT) Všechna sláva polní tráva (Prima) Marná sláva, polní tráva (Disney+) | Mike B. Anderson  | Al Jean                                                   | 14. listopadu 1999 | 13. listopadu 2001 | BABF02        |
| 233          | 7         | Eight Misbehavin'                      | Osm raubířů (ČT, Prima) Osm rošťáků (Disney+)                                                        | Steven Dean Moore | Matt Selman                                               | 21. listopadu 1999 | 20. listopadu 2001 | BABF03        |
| 234          | 8         | Take My Wife, Sleaze                   | Marge jako rukojmí (ČT, Prima) Vezmi si mou ženu, slizoune (Disney+)                                 | Neil Affleck      | John Swartzwelder                                         | 28. listopadu 1999 | 27. listopadu 2001 | BABF05        |
| 235          | 9         | Grift of the Magi                      | Hračka snů (ČT, Prima) Podfuk kouzelníků (Disney+)                                                   | Matthew Nastuk    | Tom Martin                                                | 19. prosince 1999  | 4. prosince 2001   | BABF07        |
| 236          | 10        | Little Big Mom                         | Malá velká máma                                                                                      | Mark Kirkland     | Carolyn Omineová                                          | 9. ledna 2000      | 11. prosince 2001  | BABF04        |
| 237          | 11        | Faith Off                              | Jak Barta osvítil Bůh (ČT, Prima) Léčitel (Disney+)                                                  | Nancy Kruseová    | Frank Mula                                                | 16. ledna 2000     | 18. prosince 2001  | BABF06        |
| 238          | 12        | The Mansion Family                     | Panská rodina                                                                                        | Michael Polcino   | John Swartzwelder                                         | 23. ledna 2000     | 8. ledna 2002      | BABF08        |
| 239          | 13        | Saddlesore Galactica                   | Bart v sedle (ČT, Prima) Dostihový kůň (Disney+)                                                     | Lance Kramer      | Tim Long                                                  | 6. února 2000      | 15. ledna 2002     | BABF09        |
| 240          | 14        | Alone Again, Natura-diddily            | Kdo ví, kdo ovdoví? (ČT, Prima) Opět sám, hidily-ho (Disney+)                                        | Jim Reardon       | Ian Maxtone-Graham                                        | 13. února 2000     | 22. ledna 2002     | BABF11        |
| 241          | 15        | Missionary: Impossible                 | Nemožný misionář                                                                                     | Steven Dean Moore | Ron Hauge                                                 | 20. února 2000     | 29. ledna 2002     | BABF10        |
| 242          | 16        | Pygmoelian                             | Plastický Vočko (ČT, Prima) Krasavec Vočko (Disney+)                                                 | Mark Kirkland     | Larry Doyle                                               | 27. února 2000     | 5. února 2002      | BABF12        |
| 243          | 17        | Bart to the Future                     | Nebárt se budoucnosti (ČT, Prima) Bart v budoucnosti (Disney+)                                       | Michael Marcantel | Dan Greaney                                               | 19. března 2000    | 12. února 2002     | BABF13        |
| 244          | 18        | Days of Wine and D'oh'ses              | Čas vína a bědování (ČT, Prima) Čas střízlivění (Disney+)                                            | Neil Affleck      | Deb Lacustová a Dan Castellaneta                          | 9. dubna 2000      | 19. února 2002     | BABF14        |
| 245          | 19        | Kill the Alligator and Run             | Zabij krokodýla a uteč (ČT, Prima) Zabij krokodýla a prchni (Disney+)                                | Jen Kamermanová   | John Swartzwelder                                         | 30. dubna 2000     | 26. února 2002     | BABF16        |
| 246          | 20        | Last Tap Dance in Springfield          | Poslední step ve Springfieldu                                                                        | Nancy Kruseová    | Julie Thackerová                                          | 7. května 2000     | 5. března 2002     | BABF15        |
| 247          | 21        | It's a Mad, Mad, Mad, Mad Marge        | Šílená a ještě šílenější Marge (ČT, Prima) Velmi, ale velmi šílená Marge (Disney+)                   | Steven Dean Moore | Larry Doyle                                               | 14. května 2000    | 12. března 2002    | BABF18        |
| 248          | 22        | Behind the Laughter                    | Cena smíchu (ČT, Prima) Pod rouškou smíchu (Disney+)                                                 | Mark Kirkland     | Tim Long, George Meyer, Mike Scully a Matt Selman         | 21. května 2000    | 19. března 2002    | BABF19        |